# Tom Clancy's
Tom Clancy's er en række computerspil der har navn efter den amerikanske forfatter Tom Clancy, og er udviklet af Ubisoft. 
Der er 6 Tom Clancy's spiltitler: Rainbow Six, The Division, Splinter Cell, EndWar, H.A.W.X. og Ghost Recon. Alle disse titler har "Tom Clancy's" i starten.
Det første Tom Clancy's spil var Tom Clancy's Rainbow Six der udkom i 1998.
| computerspil | Spire Denne computerspilsrelaterede artikel er en spire som bør udbygges. Du er velkommen til at hjælpe Wikipedia ved at udvide den. |